# WTA Tour Championships 2009
Tenisový turnaj WTA Tour Championships 2009 (známý také jako Sony Ericsson Championships) se konal ve dnech 27. října až 1. listopadu, podruhé v katarském hlavním městě Dauhá. Hrál se venku v areálu Khalifa International Tennis and Squash Complex na kurtech s tvrdým povrchem. Jednalo se o závěrečnou událost sezóny, jíž se účastnilo 8 nejvýše postavených tenistek podle žebříčku WTA Champions Race. Odměny činily 4 550 000 USD.

## Dvouhra

### Nasazení hráček
| Č.         | Tenistka             | AO | FO | W  | UO | Body | Datum kvalifikování se |
| 1          | Dinara Safinová      | F  | F  | SF | 3K | 7731 | 5. srpna               |
| 2          | Serena Williamsová   | V  | ČF | V  | SF | 7576 | 19. srpna              |
| 3          | Světlana Kuzněcovová | ČF | V  | 3K | 4K | 5772 | 5. října               |
| 4          | Caroline Wozniacká   | 3K | 3K | 4K | F  | 5475 | 14. září               |
| 5          | Jelena Dementěvová   | SF | 3K | SF | 2K | 5415 | 14. září               |
| 6          | Viktoria Azarenková  | 4K | ČF | ČF | 3K | 4451 | 9. října               |
| 7          | Venus Williamsová    | 2K | 3K | F  | 4K | 4397 | 9. října               |
| 8          | Jelena Jankovićová   | 4K | 4K | 3K | 2K | 3555 | 22. října              |
| Náhradnice |                      |    |    |    |    |      |                        |
| 9          | Věra Zvonarevová     | SF | -  | 3K | 4K | 3550 |                        |
| 10         | Agnieszka Radwańska  | 1K | 4K | ČF | 2K | 3340 |                        |

### Ceny a body do žebříčku
| Kolo          | Body WTA* | Částka        |
| ------------- | --------- | ------------- |
| Vítězka       | +450      | 1 550 000 USD |
| Finalistka    | +360      | 780 000 USD   |
| 3 vítězství   | 690       | 400 000 USD   |
| 2 vítězství   | 530       | 300 000 USD   |
| 1 vítězství   | 370       | 200 000 USD   |
| bez vítězství | 210       | 100 000 USD   |
| náhradnice    | 0         | 50 000 USD    |

- * Za každý zápas odehraný v základní skupině (Robin Round) hráčka automaticky obdržela 70 bodů; za každý vítězný zápas obdržela dalších 160 bodů.

## Finálové zápasy
|  | Semifinále | Semifinále         | Semifinále         | Semifinále | Semifinále |                    |   | Finále            | Finále | Finále | Finále | Finále |
|  |            |                    |                    |            |            |                    |   |                   |        |        |        |        |
|  | 8          | Jelena Jankovićová | 7                  | 3          | 4          |                    |   |                   |        |        |        |        |
|  | 7          | Venus Williamsová  | 5                  | 6          | 6          |                    |   |                   |        |        |        |        |
|  | 7          | Venus Williamsová  | 5                  | 6          | 6          |                    | 7 | Venus Williamsová | 2      | 64     |        |        |
|  |            |                    |                    |            |            |                    | 7 | Venus Williamsová | 2      | 64     |        |        |
|  |            | 2                  | Serena Williamsová | 6          | 7          |                    |   |                   |        |        |        |        |
|  | 4          | 2                  | Serena Williamsová | 6          | 7          | Caroline Wozniacká | 4 | 1                 | r      |        |        |        |
|  | 4          |                    |                    |            |            | Caroline Wozniacká | 4 | 1                 | r      |        |        |        |
|  | 2          | Serena Williamsová | 6                  | 0          |            |                    |   |                   |        |        |        |        |

## Zápasy ve skupinách

### Bílá skupina
Výsledky
| Č. | Tenistka            | Č. | Tenistka            | Výsledek             |
| 6  | Viktoria Azarenková | 8  | Jelena Jankovićová  | 6-2, 6-3             |
| 4  | Caroline Wozniacká  | 6  | Viktoria Azarenková | 1-6, 6-4, 7-5        |
| 8  | Jelena Jankovićová  | 1  | Dinara Safinová*    | 1-1, skreč           |
| 4  | Caroline Wozniacká  | 9  | Věra Zvonarevová**  | 6-0, 6-7(3), 6-4     |
| 8  | Jelena Jankovićová  | 4  | Caroline Wozniacká  | 6-2, 6-2             |
| 10 | Agnieszka Radwańska | 6  | Viktoria Azarenková | 4-6, 7-5, 4-1, skreč |

- * Dinara Safinová po tomto utkání vzdala účast na turnaji kvůli zranění zad. Místo ní nastoupila do dalšího zápasu první náhradnice turnaje Věra Zvonarevová.[1]
- ** Věra Zvonarevová po tomto utkání vzdala účast na turnaji kvůli zranění kotníku. Místo ní nastoupila do dalšího zápasu druhá náhradnice turnaje Agnieszka Radwańska.[2]

Tabulka
| Pořadí | Tenistka                 | Zápasy Výhry - Prohry | Sety Výhry - Prohry | Bilance setů |
| 1.     | Jelena Jankovićová (8)   | 2-1                   | 4-2                 | +2           |
| 2.     | Caroline Wozniacká (4)   | 2-1                   | 4-4                 | 0            |
| 3.     | Viktoria Azarenková (6)  | 1-2                   | 4-4                 | 0            |
| 4.     | Agnieszka Radwańska (10) | 1-0                   | 2-1                 | +1           |
| -.     | Věra Zvonarevová (9)     | 0-1                   | 1-2                 | -1           |
| -.     | Dinara Safinová (1)      | 0-1                   | 0-2                 | -2           |

### Kaštanová skupina
Výsledky
| Č. | Tenistka             | Č. | Tenistka             | Výsledek         |
| 5  | Jelena Dementěvová   | 7  | Venus Williamsová    | 6-3, 6-7(6), 6-2 |
| 2  | Serena Williamsová   | 3  | Světlana Kuzněcovová | 7-6(6), 7-5      |
| 2  | Serena Williamsová   | 7  | Venus Williamsová    | 5-7, 6-4, 7-6(4) |
| 2  | Serena Williamsová   | 5  | Jelena Dementěvová   | 6-2, 6-4         |
| 7  | Venus Williamsová    | 3  | Světlana Kuzněcovová | 6-2, 6-7(3), 6-4 |
| 3  | Světlana Kuzněcovová | 5  | Jelena Dementěvová   | 6-3, 6-2         |

Tabulka
| Pořadí | Tenistka                 | Zápasy Výhry - Prohry | Sety Výhry - Prohry | Bilance setů |
| 1.     | Serena Williamsová (2)   | 3-0                   | 6-1                 | +5           |
| 2.     | Venus Williamsová (7)    | 1-2                   | 4-5                 | -1           |
| 3.     | Světlana Kuzněcovová (3) | 1-2                   | 3-4                 | -1           |
| 4.     | Jelena Dementěvová (5)   | 1-2                   | 2-5                 | -3           |

## Čtyřhra

### Nasazení hráček
| Č. | Tenistky                                                       | AO | FO | W  | UO | Body | Datum kvalifikování se |
| 1  | Cara Blacková Liezel Huberová                                  | ČF | SF | SF | F  | 9100 | 9. září                |
| 2  | Serena Williamsová Venus Williamsová                           | V  | 3K | V  | V  | 6750 | 29. září               |
| 3  | Nuria Llagosteraová Vivesová María José Martínezová Sánchezová | ČF | 1K | ČF | ČF | 6396 | 5. říjen               |
| 4  | Samantha Stosurová Rennae Stubbsová                            | 3K | 3K | F  | SF | 5048 | 12. říjen              |

### Ceny a body do žebříčku
| Kolo       | Body WTA | Částka      |
| ---------- | -------- | ----------- |
| Vítězky    |          | 375 000 USD |
| Finalistky |          | 187 500 USD |
| Semifinále |          | 93 750 USD  |